# Marek Niit
Marek Niit (ur. 26 grudnia 1987 w Kuressaare) – estoński lekkoatleta, sprinter.
Jego największym dotychczasowym osiągnięciem jest złoty medal podczas mistrzostw świata juniorów (bieg na 200 m Pekin 2006). Olimpijczyk z Londynu (2012). Wielokrotny mistrz i rekordzista kraju na różnych dystansach. Medalista mistrzostw NCAA. Uczestnik mistrzostw Europy w Amsterdamie (2016).

## Rekordy życiowe
- bieg na 100 metrów – 10,19 (2012), rekord Estonii[1] / 10,17w (2011)
- bieg na 200 metrów – 20,43 (2011), rekord Estonii[1] / 20,38w (2011)
- bieg na 200 metrów (hala) – 20,63 (2014), rekord Estonii[1]
- bieg na 300 metrów – 32,24 (2014)[1]
- bieg na 400 metrów – 45,74 (2014), były rekord Estonii
- bieg na 400 metrów (hala) – 45,99 (2011), rekord Estonii[1]

Niit był członkiem estońskich sztafet, które ustanawiały aktualne rekordy kraju: 4 × 100 metrów – 39,52 (2014) oraz 4 × 400 metrów – 3:06,07 (2015).